# 2005 CONCACAFゴールドカップ
2005 CONCACAFゴールドカップ (2005 CONCACAF Gold Cup) は、北中米およびカリブ海諸島の国々によって争われる、北中米カリブ海サッカー連盟 (CONCACAF) 主催の、第8回目のCONCACAFゴールドカップである。
この大会は、アメリカ合衆国で開催された、参加した12カ国は4カ国ずつ3つのグループに分けられ、各グループ上位2カ国の計6カ国に3位の国の中で好成績の2ヶ国、計8カ国が準々決勝へ進出する。この大会では、北中米カリブ海サッカー連盟以外の国として南アフリカとコロンビアが招待された。決勝ではアメリカがパナマを下し、2大会ぶり3度目の優勝を決めた。

## 出場国

### カリブ海地区
- ジャマイカ
- キューバ
- トリニダード・トバゴ

予選カリビアンカップ

### 中央アメリカ地区
- コスタリカ
- ホンジュラス
- グアテマラ
- パナマ

予選 UNCAFカップ.

### シード国
- カナダ
- メキシコ
- アメリカ合衆国

### 招待国
- 南アフリカ共和国
- コロンビア

## 予選グループ

### グループ A
| 国名                 | 勝点 | 試合 | 勝 | 分 | 負 | 得点 | 失点 |
| -------------------- | ---- | ---- | -- | -- | -- | ---- | ---- |
| ホンジュラス         | 7    | 3    | 2  | 1  | 0  | 4    | 2    |
| パナマ               | 4    | 3    | 1  | 1  | 1  | 3    | 3    |
| コロンビア           | 3    | 3    | 1  | 0  | 2  | 3    | 3    |
| トリニダード・トバゴ | 2    | 3    | 0  | 2  | 1  | 3    | 5    |

2005年7月6日
| コロンビア | 0 - 1 | パナマ |

2005年7月6日
| トリニダード・トバゴ | 1 - 1 | ホンジュラス |

2005年7月10日
| ホンジュラス | 2 - 1 | コロンビア |

2005年7月10日
| パナマ | 2 - 2 | トリニダード・トバゴ |

2005年7月12日
| コロンビア | 2 - 0 | トリニダード・トバゴ |

2005年7月12日
| ホンジュラス | 1 - 0 | パナマ |

### グループ B
| 国名           | 勝点 | 試合 | 勝 | 分 | 負 | 得点 | 失点 |
| -------------- | ---- | ---- | -- | -- | -- | ---- | ---- |
| アメリカ合衆国 | 7    | 3    | 2  | 1  | 0  | 6    | 1    |
| コスタリカ     | 7    | 3    | 2  | 1  | 0  | 4    | 1    |
| カナダ         | 3    | 3    | 1  | 0  | 2  | 2    | 4    |
| キューバ       | 0    | 3    | 0  | 0  | 3  | 3    | 9    |

2005年7月7日
| カナダ | 0 - 1 | コスタリカ |

2005年7月7日
| キューバ | 1 - 4 | アメリカ合衆国 |

2005年7月9日
| コスタリカ | 3 - 1 | キューバ |

2005年7月9日
| アメリカ合衆国 | 2 - 0 | カナダ |

2005年7月12日
| アメリカ合衆国 | 0 - 0 | コスタリカ |

2005年7月12日
| カナダ | 2 - 1 | キューバ |

### グループ C
| 国名             | 勝点 | 試合 | 勝 | 分 | 負 | 得点 | 失点 |
| ---------------- | ---- | ---- | -- | -- | -- | ---- | ---- |
| メキシコ         | 6    | 3    | 2  | 0  | 1  | 6    | 2    |
| 南アフリカ共和国 | 5    | 3    | 1  | 2  | 0  | 6    | 5    |
| ジャマイカ       | 4    | 3    | 1  | 1  | 1  | 7    | 7    |
| グアテマラ       | 1    | 3    | 0  | 1  | 2  | 4    | 9    |

2005年7月8日
| 南アフリカ共和国 | 2 - 1 | メキシコ |

2005年7月8日
| グアテマラ | 3 - 4 | ジャマイカ |

2005年7月10日
| メキシコ | 4 - 0 | グアテマラ |

2005年7月10日
| ジャマイカ | 3 - 3 | 南アフリカ共和国 |

2005年7月13日
| グアテマラ | 1 - 1 | 南アフリカ共和国 |

2005年7月13日
| メキシコ | 1 - 0 | ジャマイカ |

## 決勝トーナメント

### 準々決勝
2005年7月16日
| ホンジュラス | 3 - 2 | コスタリカ |

2005年7月16日
| アメリカ合衆国 | 3 - 1 | ジャマイカ |

2005年7月17日
| メキシコ | 1 - 2 | コロンビア |

2005年7月17日
| 南アフリカ共和国 | 1 - 1(PK3-5) | パナマ |

### 準決勝
2005年7月21日
| ホンジュラス | 1 - 2 | アメリカ合衆国 |

2005年7月21日
| コロンビア | 2 - 3 | パナマ |

※同大会では3位決定戦は行われなかった。

### 決勝
| July 24, 2005 15:00 |

| アメリカ合衆国                          | 0–0 (a.e.t.) | パナマ                                  |
|                                         | Report       |                                         |
|                                         | PK戦         |                                         |
| クアランタ アーマス ドノバン デイヴィス | 3–1          | テハダ デリー・バルデス バロイ ブランコ |

| ジャイアンツ・スタジアム, イーストラザフォード 観客数: 31.018 主審: バトレス (GUA) |

## 最終結果
| 2005 CONCACAFゴールドカップ優勝国 |
| --------------------------------- |
| · アメリカ合衆国 · 2大会ぶり3回目 |